# Wasiger Kopf
Der Wasige Kopf ist ein 2347 m ü. A. hoher Vorgipfel des 2923 m ü. A. hohen Sparangerkopfs und der bis 3021 m ü. A. hohen Schlapperebenspitzen in der Goldberggruppe der Zentralalpen im österreichischen Bundesland Salzburg.

## Lage und Umgebung
Der Wasige Kopf befindet sich in der Katastralgemeinde Böckstein der Gemeinde Bad Gastein. Der Gipfelbereich liegt im Nationalpark Hohe Tauern. Hänge im Nordosten gehören zum Landschaftsschutzgebiet Gasteiner-Tal. Zu den Gipfeln in der Umgebung zählen neben dem Sparangerkopf und den Schlapperebenspitzen im Westen das 3123 m ü. A. hohe Schareck mit seinen Trabanten Baumbachspitze und Aperes Schareck sowie im Süden die bis 2988 m ü. A. hohen Murauer Köpfe. Östlich des Gipfels des Wasigen Kopfs entspringt mit dem Tauernbach ein Nebenbach des Mallnitzbachs. Zwei zur Ortschaft Bad Gastein gehörende Almen sind die Hinternaßfeldalm an den nordöstlichen Hängen und die Veitbaueralm an den östlichen Hängen.

## Geologie
Der Gipfelbereich des Wasigen Kopfs ist von Phyllit, Quarzit und Metabrekzie des Tauernfensters (Penninikum) geprägt. An den nördlichen Hängen schließen Glimmerschiefer, Graphitschiefer und Metavulkanit an.

## Fauna und Flora
Die Gamswild-Ruhezone Schlapperebenkar an den nordwestlichen Hängen darf von 1. Dezember bis 31. Mai nicht betreten werden. In Gipfelnähe gedeihen mehrere Heidelbeer-Heiden. An den unteren nordöstlichen Hängen finden sich Grünerlen-Buschwälder.